# Форбс, Стив
Малкольм Стивенсон «Стив» Форбс, мл. (англ. Malcolm Stevenson Forbes, Jr; 18 июля 1947, Морристаун, Нью-Джерси) — американский издатель, бизнесмен и политик. Стив — главный редактор делового еженедельника «Forbes», а также президент и генеральный директор издательства Forbes Inc. Дважды выдвигался кандидатом в президенты США от Республиканской партии. Стив Форбс — сын издателя Малкольма Форбса, долгое время проработавшего в «Forbes», и внук основателя журнала Б. Ч. Форбса.

## Ранние годы и образование
Малкольм Стивенсон Форбс родился в городе Морристаун (штат Нью-Джерси). Мать — Роберта Ремсен (англ. Roberta Remsen) в девичестве Лайдлоу (англ. Laidlaw), отец — Малкольм Форбс (англ. Malcolm Forbes).
В 1966 году окончил с отличием школу Брукса (англ. Brooks School, Северный Эндовер, Массачусетс). В 1970 году — Принстонский университет. Во время учёбы в Принстоне Форбс вместе с двумя соучениками основал свой первый журнал Business Today. Он и сегодня является самым крупным в мире журналом, которым управляют студенты.
Стив Форбс — член двух студенческих братств: Альфа-Каппа-Пси (англ. Alpha Kappa Psi) и Тау-Каппа-Эпсилон (англ. Tau Kappa Epsilon).

## Политическая карьера и взгляды

### Начало карьеры
В 1985 году президент Рональд Рейган назначил Стива Форбса председателем совета директоров Международного вещательного бюро США.
Форбс принимал участие в разработке плана Кристины Тодд Уитман по 30 % снижению подоходного налога в штате Нью-Джерси. Этот план помог ей победить на выборах губернатора Джеймса Флорио (англ. James Florio).
После избрания Уитман предложение по снижению налога было принято.

### Президентские кампании
Стив Форбс участвовал в праймериз Республиканской партии в 1996 и 2000 годах. Для финансирования своих президентских кампаний он продал членам семьи часть пакета голосующих акций в Forbes Inc.
На праймериз 1996 года Форбсу не удалось победить, несмотря на победу в штатах Аризона и Делавэр и получения большого количества голосов в других штатах. Основной причиной поражения был стиль ведения кампании. Его президентскую кампанию описывали как «эксцентричную, дорогую, и вызывающую неловкость у тех, кто был с ней связан».
Неудачей для Форбса закончились и праймериз 2000 года — он выбыл из гонки на ранней стадии и вернулся к руководству журналом и компанией.

### Взгляды
Президентская кампания Форбса 1996 года основывалась на стремлении установить плоскую шкалу подоходного налога. Он также поддерживал идею возврата 1,2 % ставки по закладной.
Стив Форбс также является сторонником свободной торговли, медицинских сберегательных счетов (англ. health savings account) и разрешения переводить 75 % обязательных взносов в фонд социального страхования на персональные пенсионные счета.
Форбс разделяет такие традиционные для Республиканской партии убеждения как сокращение аппарата правительства, жёсткое уголовное законодательство и смертную казнь. Выступает против ограничения или запрещения владения огнестрельным оружием, легализации наркотиков и однополых браков. Последнее, несмотря на то, что его отец к концу жизни не скрывал своих гей-наклонностей. В сфере международной политики Стив Форбс выступает за приоритет интересов США над «интересами ООН».
Во время кампании 2000 года он объявил, что является убежденным противником абортов, а также поддерживает коллективные молитвы в государственных школах.

## Другая политическая деятельность
В 1996 году Стив Форбс принимал участие в кампании Рона Пола на выборах в конгресс от штата Техас.
В декабре 2006 Форбс стал членом совета директоров правозащитной организации FreedomWorks. Он также является членом совета попечителей влиятельного вашингтонского исследовательского института Heritage Foundation.
В марте 2007 Форбс присоединился к президентской кампании Рудольфа Джулиани в качестве старшего политического консультанта. Позднее в президентской кампании 2008 года Форбс принимал участие в качестве экономического консультанта по налогам, энергетике и бюджета Джона Маккейна.
В ходе президентской кампании 2011 года Форбс поддержал губернатора Техаса Рика Перри.

## Пожертвования
Форбс занимает одиннадцатое место в списке спонсоров политических фондов США Campaignmoney.org: с 1999 по 2011 год он сделал 15 взносов на общую сумму более $7 млн. Большая часть этих денег была потрачена на его собственную президентскую кампанию 2000 года.

## Семья
Стив Форбс женат на Сабине Бикмэн (англ. Sabina Beekman), имеет пять дочерей: Сабину, Роберту, Кэтрин, Мойру и Элизабет.